# 皮爾森·福德
皮爾森·福德（Pierson Fodé，1991年11月6日—）是美國的一位演員。他最著名的作品是在肥皂劇大膽而美麗中飾演Thomas Forrester角色。